# Fürstin-Sophie-Kapelle

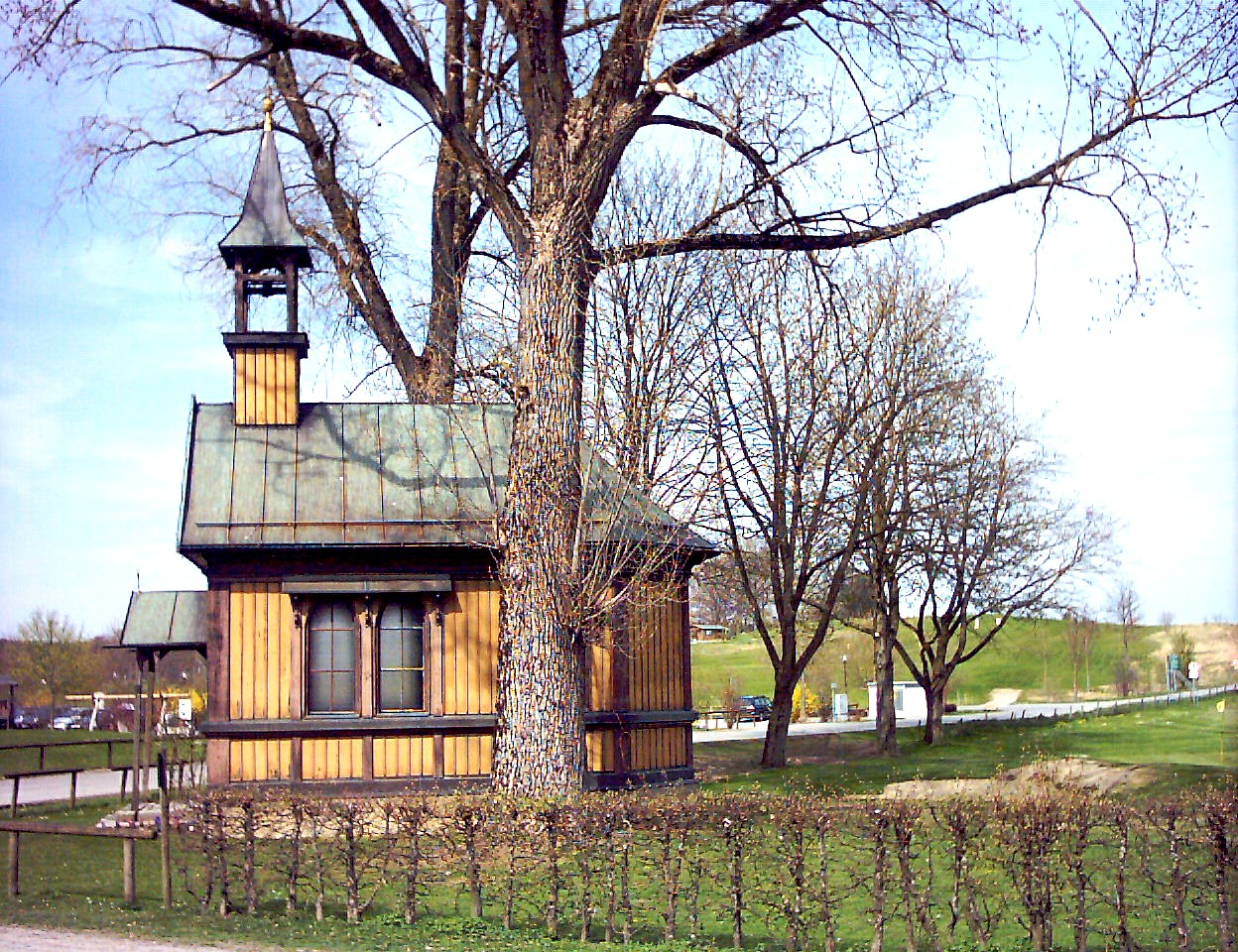
Fürstin-Sophie-Kapelle Hopfenweiler

Die Fürstin-Sophie-Kapelle ist eine Holzkapelle in Hopfenweiler bei Bad Waldsee im Landkreis Ravensburg in Oberschwaben.

## Geschichte
Die erste Kapelle, ein reich ausgestatteter Bau, wurde 1606 unter Heinrich zu Waldburg-Wolfegg († 1637) als Hauskapelle des Hofgutes Hopfenweiler errichtet. An deren Stelle ließ Fürstin Sophie zu Waldburg-Wolfegg (1838–1909) im Jahr 1889 die heutige Kapelle wiederaufbauen, nachdem sie diese auf der Weltausstellung in Paris erworben hatte. Die Bauleitung übernahm der Münchner Architekt Carl Haggeney.  
Aus dem Vorgängerbau stammten bedeutende Skulpturen der Bildhauerfamilie Zürn, welche in den 1970er Jahren aus Sicherheitsgründen nach Schloss Wolfegg überführt wurden.

## Lage
Die Fürstin-Sophie-Kapelle liegt direkt am Verlauf des Hauptwanderwegs 5 auf halber Strecke zwischen Mattenhaus und Hittelkofen auf dem Gelände des Golfplatzes Bad Waldsee, zwischen einem Wohnmobilstellplatz, einem Bogenstand und dem Golfhotel. Die Kapelle befindet sich auf einer Höhe von 620 m ü. NHN und ist etwa 570 Meter nordöstlich des Oberschwäbischen Jakobswegs gelegen.

## Regelmäßige Veranstaltungen
Das Fürstliche Winterleuchten, eine jährlich stattfindende Veranstaltung in der Adventszeit, bei der auch die Kapelle illuminiert wird, zieht regelmäßig bis zu 100.000 Besucher an und dauert bis Mitte Januar.